# 林應麒
林應麒（1506年—1583年），字必仁，號介山，浙江台州府仙居縣（今福应街道断桥村）人，民籍，明朝政治人物。

## 生平
嘉靖四年（1525年）乙酉科浙江鄉試第十名舉人，嘉靖十四年（1535年）中式乙未科會試第一百八十六名，三甲第六十八名進士。本年十月授吴江知縣，十五年三月到任，十七年十一月被巡按直隸御史苟汝安弹劾，以贪酷听勘改調，二十一年乞改教职，降六安州判官，到任月余，升國子監博士，二十六年降補泰安州判官，二十七年由山東巡撫彭黯舉薦，二十八年升金溪知縣，次年升雲南提舉，不久升任惠州府同知，在任五月，三十一年丁母憂歸，服闋後，因前任金溪知縣事被江西巡按御史萧端蒙弹劾，罢官闲住。萬曆十一年卒，享年七十八。著有《介山稿略》二十卷。

## 家族
曾祖林達本；祖父林文魁；父林堅，母王氏。慈侍下。弟應鵬。